# Mikhail Aleksandrovich Fedonkin

Mikhail Aleksandrovich Fedonkin (em russo Михаил Александрович Федонкин), nascido em 19 de junho de 1946, Orekhovo-Zuievo, região de Moscou, Rússia, é um geólogo e paleontólogo notável, pioneiro na pesquisa de rastros, trilhas e vestígios de fósseis do período pré-cambriano. Ele descreveu vários fósseis do período ediacarano, entre eles: Hiemalora, Onega stepanovi e Nimbia occlusa

## Biografia
Fedonkin estudou geologia na Universidade Lomonosov (Faculdade de Geologia da Universidade Estadual de Moscou) e, em 1969, apresentou a tese "Bioestratigrafia e Paleontologia dos Depósitos do Pré-cambriano tardio das Montanhas Kharaulakh, Norte do Yakutia (Sakha)" para obter seu mestrado (M.Sc.). Em 1971, o Dr. Fedonkin já era um Pesquisador Científico Júnior do Instituto Geológico da Academia de Ciências da URSS, em Moscou. Em 1978, começou a trabalhar como Pesquisador Científico Sênior no Instituto Paleontológico da Academia de Ciências da URSS, em Moscou. Neste mesmo ano concluiu seu doutorado (Ph.D.) em ciências geológicas e mineralógicas com a tese "Fauna Pré-cambriana e Vestígios Fósseis do Norte da Plataforma Russa" no Instituto Geológico. Em 1985 apresentou sua dissertação de Doutorado (D.Sc.) em Paleobiologia, "A Fauna Esquelética do Vendiano e o seu lugar na Evolução dos Metazoários", no Instituto Paleontológico da Academia de Ciências.
Membro da Academia Russa de Ciências, Diretor do Instituto Geológico, Chefe do Laboratório de Organismos Pré-cambrianos do Instituto Paleontológico, Doutor em Ciências Biológicas, laureado com a medalha Charles Doolittle Walcott da Academia Nacional de Ciências dos Estados Unidos, o Dr. M.A. Fedonkin, além da paleobiologia e estratigrafia proterozóica e cambriana, também lida com a paleoecologia e biogeoquímica dos primeiros organismos, incluindo a paleoclimatologia e a história do metabolismo e do sistema enzimático desses organismos. Ele organizou e participou de mais de 40 expedições na Rússia e no exterior para descobrir os principais sítios dos mais antigos organismos fósseis conhecidos. Ao examinar os traços de vida de invertebrados, ele reconstruiu a história inicial da colonização do fundo do mar por animais e estabeleceu as primeiras manifestações de formas de vida complexas na Terra, novos tipos e classes de animais que habitavam os oceanos do planeta no Proterozóico.
Fedonkin revelou a influência das mudanças na disponibilidade de uma série de metais nos oceanos do Arqueano e do Proterozóico no processo de complicação dos sistemas enzimáticos celulares. Ele desenvolveu uma nova abordagem para o problema da origem da vida, revelou o papel decisivo do hidrogênio e dos metais pesados na formação da base energética dos primeiros sistemas biológicos, e reconstruiu a evolução do metabolismo do hidrogênio e suas consequências geoquímicas e bióticas globais, incluindo a origem de uma célula eucariótica complexa. Ele revelou a dinâmica da eucariotização dos ecossistemas e os mecanismos de influência da biota na composição química do oceano, atmosfera e clima do planeta, no Arqueano e Proterozóico, nos processos de acumulação de sedimentos.
Fluente em russo e inglês e capaz ainda de ler em espanhol, francês e nas línguas eslavas, Fedonkin é Presidente do Comitê Russo do Programa Internacional de Geociências (IGCP, UNESCO), Conselheiro do Comitê Executivo da União Internacional de Ciências Geológicas, Membro Titular da Comissão Internacional de Estratigrafia e Membro do Conselho Editorial das revistas: "Estratigrafia: Correlação Geológica", "Geoquímica", "Natureza" e "Biosfera".

## Prêmios
- Medalha Charles Doolittle Walcott (1997)[8]
"Por sua documentação meticulosa e analítica do corpo, rastros e trilhas dos fósseis que registram a evolução primária dos animais."

## Publicações
O Dr. Mikhail Aleksandrovich Fedonkin é autor de mais de 200 artigos científicos, incluindo 11 monografias, além de livros e palestras.
- Biota Vendiana do Mar Branco (Fauna Esquelética Pré-cambriana do Norte da Plataforma Russa), 1981, Moscou: Nauka, Tratados do Instituto Geológico da Academia de Ciências da URSS, V. 342, 100 p., em russo;[9]
- O Mundo Orgânico dos Vendianos, 1983, Moscou, VINITI, Resultados de ciência e tecnologia: Estratigrafia. Paleontologia, Vol. 12, 127 p., em russo;[10]
- A Fauna Esquelética do Vendiano e seu Lugar na Evolução dos Metazoários, 1987, Moscou: Nauka, Tratados do Instituto Paleontológico da Academia de Ciências da URSS, V.226[4], 172 p., em russo;[11]
- Estágios Iniciais de Desenvolvimento da Vida na Terra: Visão Geral Detalhada da Evolução da Vida no Pré-cambriano, com Sokolov B.S., Moscou: Nedra, 1988. Paleontologia Contemporânea. T.2. S.118-141, em russo;[12]
- Metazoários pré-cambrianos em D. E. G. Briggs & P. R. Crowther (eds), 1990. Paleobiologia: Uma Síntese. 596 pp. Oxford: Blackwell Scientific. ISBN 0 632 03311 8, em inglês;
- O Proterozóico e os Remanescentes Carbonáceos Cambrianos, Vestígios e Corpos de Fósseis, com Towe, K., Bengtson, S., Hofmann, H., Mankiewicz, C., & Runnegar, B. Em J. Schopf & C. Klein (Eds.), 1992, A Biosfera Proterozóica: Um Estudo Multidisciplinar pp. 343-424. Cambridge: Cambridge University Press. ISBN 9780511601064, em inglês;[13]
- O Proterozóico - Evolução de Metafitas e Metazoários do início do Cambriano, com Bengtson, S., Farmer, J., Lipps, J., & Runnegar, B. Em J. Schopf & C. Klein (Eds.), 1992, A Biosfera Proterozóica: Um Estudo Multidisciplinar pp. 425-462. Cambridge: Cambridge University Press. ISBN 9780511601064, em inglês;[14]
- A Ascensão dos Animais: Evolução e Diversificação do Reino Animalia, com James G. Gehling, Kathleen Grey, Guy M. Narbonne e Patricia Vickers-Rich. Baltimore, Maryland: Johns Hopkins University Press, 2007, 344p.,  ISBN 0801886791, em inglês;[15]